# Зворотний маятник

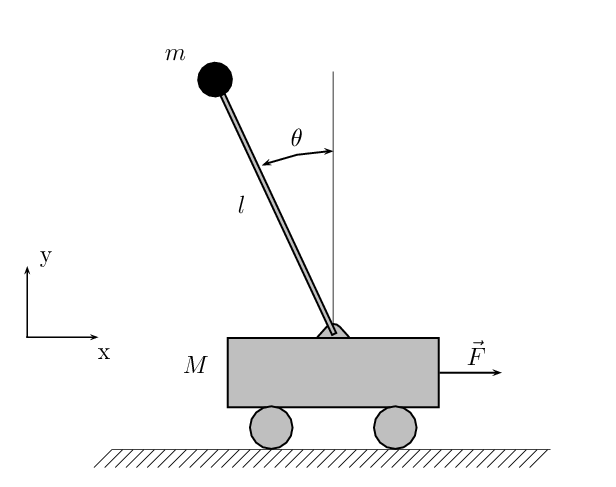
Схематичне зображення перевернутого маятника на візку. Стрижень не володіє масою. Масу візки і масу кулі на кінці стрижня позначимо через М і m. Стрижень має довжину l.

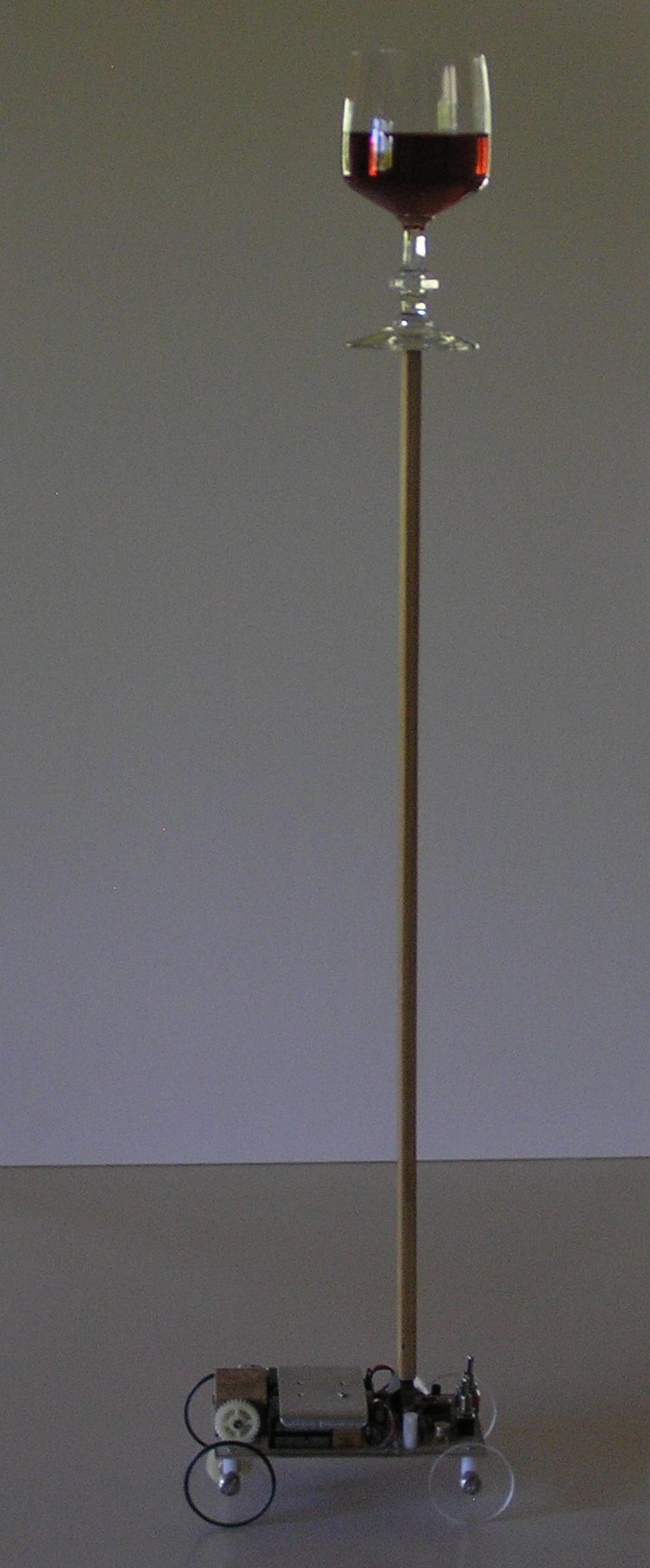
Балансування з келихом вина, встановленим на робота

Перевернутий маятник являє собою маятник, який має центр мас вище своєї точки опори, та точка опори закріплюється на кінці жорсткого стержня. Часто точка опори закріплюється на візок, який може рухатися по горизонталі. У той час як нормальний маятник стійко висить вниз, зворотний маятник за своєю природою нестійкий і повинен постійно збалансовуватися, щоб залишатися у вертикальному положенні, за допомогою застосування крутного моменту до опорної точки або при переміщенні точки опори по горизонталі, як частини зворотного зв'язку системи. Найпростішим демонстраційним прикладом може бути балансування олівця на кінці пальця.

## Огляд
Перевернутий маятник є класичною проблемою динаміки і теорії керування та широко використовується еталоном для тестування алгоритмів керування (ПІД-регуляторів, нейронних мереж, нечіткого керування і т. д.).
Проблема зворотного маятника пов'язана з наведенням ракет, так як двигун ракети розташований нижче центра ваги, викликаючи нестабільність. Ця ж проблема вирішена, наприклад, в сегвеї, самобалансуючому транспортному пристрої.
Іншим способом стабілізації зворотного маятника є швидке коливання основи у вертикальній площині. В цьому випадку можна обійтися без зворотного зв'язка. Якщо коливання досить сильні (в сенсі величини прискорення і амплітуди), то зворотний маятник може стабілізуватися. Якщо рухома точка коливається відповідно з простими гармонічними коливаннями, то рух маятника описується функцією Матьє.

## Рівняння руху

### З нерухомої точки опори
Рівняння руху аналогічно прямому маятнику за винятком того, що знак кутового положення, вимірюється від вертикальної позиції нестійкої рівноваги:
{\displaystyle {\ddot {\theta }}-{g \over \ell }\sin \theta =0}
При перенесені, він буде мати той самий знак, що й кутове прискорення:
{\displaystyle {\ddot {\theta }}={g \over \ell }\sin \theta }
Таким чином, зворотний маятник буде прискорюватися від вертикальної нестійкої рівноваги в протилежну сторону, а прискорення буде обернено пропорційне довжині. Високий маятник падає повільніше, ніж короткий.

### Маятник на візку
Рівняння руху можуть бути отримані з використанням рівнянь Лагранжа. Мова йде про наведеному вище малюнку, де {\displaystyle \theta (t)} кут маятника довжиною {\displaystyle l} по відношенню до вертикалі і діючій силі гравітації і зовнішніх сил {\displaystyle F} в напрямку {\displaystyle x}. визначимо {\displaystyle x(t)} становище візки. лагранжіан
```
  

  

    

      

        
L

        
=

        
T

        
−

        
V

      

    

    
{\displaystyle L=T-V}

  

 системи:
```

{\displaystyle L={\frac {1}{2}}Mv_{1}^{2}+{\frac {1}{2}}mv_{2}^{2}-mg\ell \cos \theta }
де {\displaystyle v_{1}} є швидкістю візка, а {\displaystyle v_{2}} — швидкість матеріальної точки {\displaystyle m}.
{\displaystyle v_{1}} і {\displaystyle v_{2}} може бути виражена через {\displaystyle x} і {\displaystyle \theta } шляхом запису швидкості, як першої похідної положення.
{\displaystyle v_{1}^{2}={\dot {x}}^{2}}
{\displaystyle v_{2}^{2}=\left({\frac {d}{dt}}{\left(x-\ell \sin \theta \right)}\right)^{2}+\left({\frac {d}{dt}}{\left(\ell \cos \theta \right)}\right)^{2}}
спрощення виразу {\displaystyle v_{2}} призводить до:
{\displaystyle v_{2}^{2}={\dot {x}}^{2}-2\ell {\dot {x}}{\dot {\theta }}\cos \theta +\ell ^{2}{\dot {\theta }}^{2}}
Лагранжіан тепер визначається за формулою:
{\displaystyle L={\frac {1}{2}}\left(M+m\right){\dot {x}}^{2}-m\ell {\dot {x}}{\dot {\theta }}\cos \theta +{\frac {1}{2}}m\ell ^{2}{\dot {\theta }}^{2}-mg\ell \cos \theta }
рівняння руху випливають з:
{\displaystyle {\frac {\mathrm {d} }{\mathrm {d} t}}{\partial {L} \over \partial {\dot {x}}}-{\partial {L} \over \partial x}=F}
{\displaystyle {\frac {\mathrm {d} }{\mathrm {d} t}}{\partial {L} \over \partial {\dot {\theta }}}-{\partial {L} \over \partial \theta }=0}
підставивши {\displaystyle L} в ці вирази з подальшим спрощенням призводить до рівнянь, що описують рух зворотного маятника: 
{\displaystyle \left(M+m\right){\ddot {x}}-m\ell {\ddot {\theta }}\cos \theta +m\ell {\dot {\theta }}^{2}\sin \theta =F}
{\displaystyle \ell {\ddot {\theta }}-g\sin \theta ={\ddot {x}}\cos \theta }
Ці рівняння є нелінійними, але, оскільки мета системи керування — утримувати маятник вертикально, то рівняння можна вирівняти, виразивши {\displaystyle \theta \approx 0}.

### Маятник з коливальною основою
Рівняння руху для такого маятника пов'язане з безмасовою осцилуючою основою і отримане так само, як для маятника на візку. Знаходження матеріальної точки визначається за формулою:
{\displaystyle \left(-\ell \sin \theta ,y+\ell \cos \theta \right)}
і швидкість знайдена через першу похідну позиції:
{\displaystyle v^{2}={\dot {y}}^{2}-2\ell {\dot {y}}{\dot {\theta }}\sin \theta +\ell ^{2}{\dot {\theta }}^{2}.}
Лагранжіан для цієї системи можна записати у вигляді:
{\displaystyle L={\frac {1}{2}}m\left({\dot {y}}^{2}-2\ell {\dot {y}}{\dot {\theta }}\sin \theta +\ell ^{2}{\dot {\theta }}^{2}\right)-mg\left(y+\ell \cos \theta \right)}
Рівняння руху виходить:
{\displaystyle {\mathrm {d}  \over \mathrm {d} t}{\partial {L} \over \partial {\dot {\theta }}}-{\partial {L} \over \partial \theta }=0}
в результаті:
{\displaystyle \ell {\ddot {\theta }}-{\ddot {y}}\sin \theta =g\sin \theta .}
Якщо y коливається відповідно до простих гармонічних коливаннь, {\displaystyle y=A\sin \omega t}, то отримуємо диференціальне рівняння:
{\displaystyle {\ddot {\theta }}-{g \over \ell }\sin \theta =-{A \over \ell }\omega ^{2}\sin \omega t\sin \theta .}
Це рівняння не має елементарного рішення в замкнутому вигляді, але може бути вивчене в різних напрямках. Воно близьке до рівняння Матьє, наприклад, коли амплітуда коливань мала. Аналіз показує, що маятник залишається в вертикальному положенні при швидких коливаннях. Перший графік показує, що при повільному коливанні {\displaystyle y}, маятник швидко падає, після виходу зі стійкого вертикального стану. Якщо {\displaystyle y} швидко коливається, то маятник може бути стабільним біля вертикальної позиції. Другий графік показує, що, після виходу зі стійкого вертикального положення, маятник тепер починає коливатися навколо вертикальної позиції ({\displaystyle \theta =0}). Відхилення від вертикального положення залишається малим, і маятник не падає.

## Застосування
Прикладом є балансування людей і предметів, наприклад в акробатиці або катання на одноколісному велосипеді. А також сегвей — електричний самобалансуючий самокат з двома колесами.

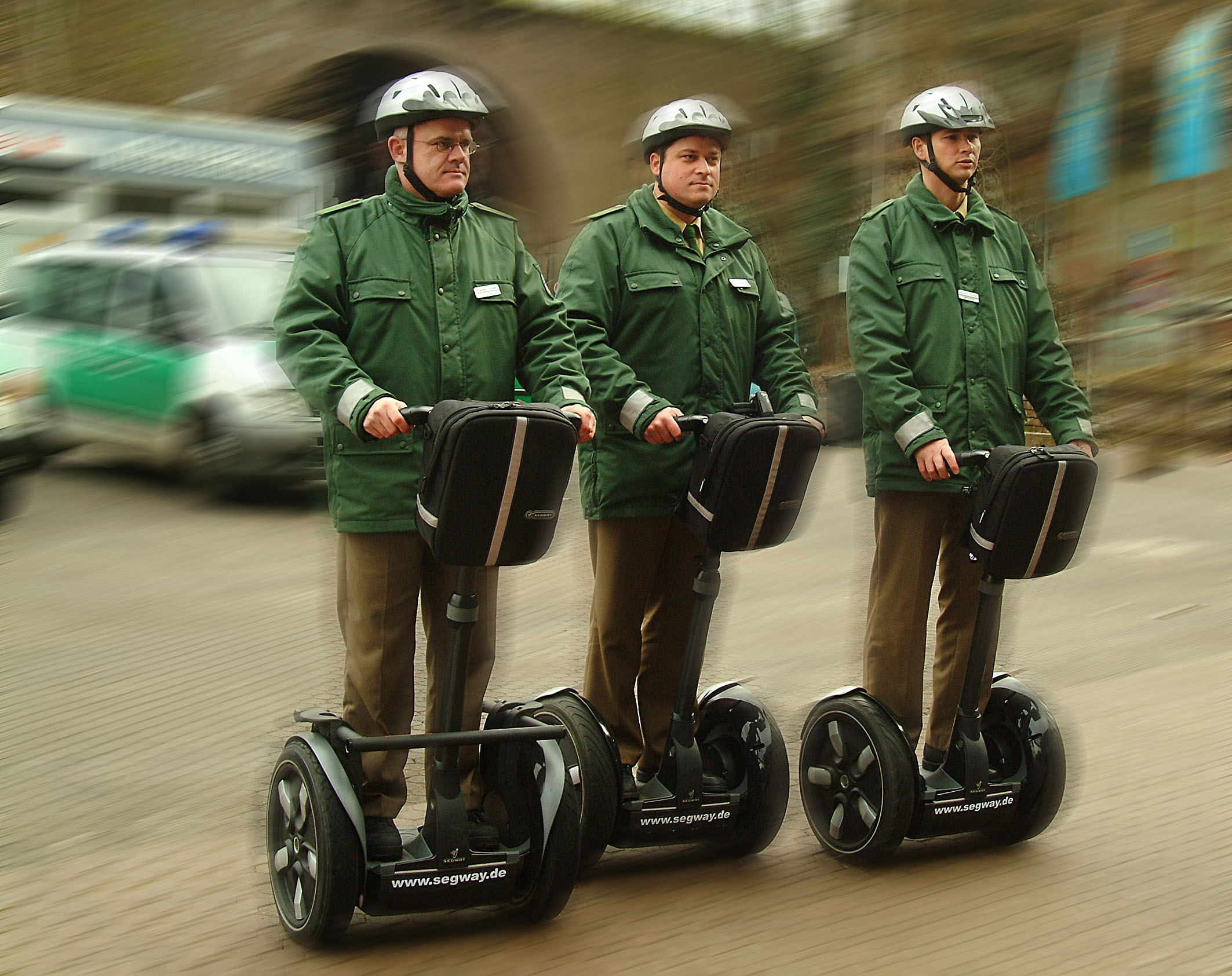
Німецька поліція на сегвеях.

Перевернутий маятник був центральним компонентом в розробці декількох ранніх сейсмографів.

## Подальше читання
- Franklin; et al. (2005). Feedback control of dynamic systems, 5, Prentice Hall. ISBN 0-13-149930-0